# 中原成通
中原 成通（なかはら の なりみち）は、平安時代中期の官人・武士。官位は明法博士。

## 生涯
寛仁3年（1019年）、右衛門志で検非違使に任じられる。
長元元年（1028年）、平忠常の乱が起こった。同年6月、その報告が京都に届くと、平直方とともに平忠常の討伐を命じられる（追討使には、はじめ源頼信の名が挙がっていた）。成通は直方と不和であったという。
京都からの出発が8月5日と遅れている間に戦線は拡大し、追討使の軍が到着しても戦果は挙がらなかった。同2年2月、東海・東山・北陸諸国の軍を加えたが、乱を鎮圧することはできず、同年暮れ、成通は追討使を解任された（実際は危篤の母を思って帰京を計画し、失敗したという）。
長元4年（1032年）には私欲のために戦をした平正輔と平致頼の罪状を作成した。永承7年（1052年）には明法博士として名前が見える。